# Стробизм
Стробизм — явление в фотографии, когда внешние компактные вспышки (прежде всего накамерные), изначально задуманные для решения простейших репортерских и бытовых фотографических задач, применяются для более серьёзных целей, близких к целям применения студийных фотовспышек. Это могут быть и сложные световые схемы с несколькими вспышками и всевозможные насадки на вспышки - таким образом применяются методы работы, подобные студийным. 
Соответственно, такое оборудование называется стробистским, а фотографы - стробистами 
, популярная как у любителей фотографии, так и в профессиональной среде. Позволяет получать высокое, почти студийное качество снимков за пределами студий — в офисах, в музеях, на производстве, квартирах, на улицах, на природе.

## Оборудование
Как правило, набор фотографа-стробиста включает портативные вспышки, стойки с адаптерами, средства синхронизации и модификаторы света (зонты, мини-софтбоксы и т.п.). Обычно стробисты используют недорогие «стробистские» фотовспышки с ручным управлением, подобные известной модели Vivitar 285HV, хотя существуют и поклонники системных TTL-вспышек (такой подход, в частности, пропагандирует известный фотожурналист Джо Макнэлли).
За серьёзность этого явления говорит тот факт, что производители оборудования давно отметили большой интерес фотографов к компактному фотовспышечному оборудованию и в настоящее время выпускают специально разработанное для стробистов оборудование, выбор которого очень велик.
В частности, в первое десятилетие XXI века, благодаря массовому увлечению стробизмом, возрос ассортимент и упала стоимость оборудования для радиосинхронизации, появились новые конструкции насадок на вспышки (быстрораскладывающиеся софтбоксы).
Говоря об явлении стробизма, следует отметить, что стробистское и студийное оборудование заимствует друг у друга. С одной стороны, в настоящее время для стробистских вспышек выпускаются и софт-боксы и софт-рефлекторы (портретные тарелки), которые изначально появились в студийном оборудовании. С другой стороны, выпускаются вспышки студийной конструкции (с байонетом для крепления насадок и открытой лампой), питаемые только от аккумуляторов.

## Принципиальные отличия стробисткого оборудования от студийного. И ограничения
Основным плюсом своего оборудования поклонники стробизма называют невысокую цену, компактность и автономность при почти том же качестве изображения, что и у студийных вспышек.
Тем не менее компактность вспышки (и её экономичность по отношению к аккумуляторам) прямо связана с её малой мощностью. Эффективной, по сравнению со студийной вспышкой, классической стробистской вспышке позволяет быть система фокусировки света (рефлектор и линза Френеля), встроенная в подавляющее большинство стробистских вспышек. Студийные вспышки, чьи рефлекторы намного менее эффективны, компенсируют это большей энергией импульса вспышки. Таким образом, при необходимости использования жесткого сфокусированного источника света компактная стробистская вспышка обеспечивает хорошую автономность.
Однако при необходимости использования мягкого света, когда на вспышку устанавливают смягчающую насадку, например, софтбокс - эффективность стробистской вспышки с рефлектором падает более существенно , чем эффективность студийной вспышки (или стробистской же вспышки, но с открытой лампой, без линзы Френеля).
Таким образом, "почти то же самое качество, что и при использовании студийного света" относится прежде всего к съемкам со стробистскими вспышками без насадок, когда возможности их эффективного рефлектора и линзы Френеля используются. А также на небольшом расстоянии или для небольших предметов, когда необходимости в большой энергии импульса вспышек - нет.
При использовании мягкого освещения при съемке крупных объектов (людей в полный рост) стробистское оборудование принципиально уступает студийному оборудованию и говорить о "почти таком же качестве как и при использовании студийного оборудования" не приходится.
В настоящее время имеется еще одно принципиальное отличие стробистского оборудования - наличие во многих моделях вспышек/радиосинхронизаторов TTL (автоматика экспозамера) и HSS/FP (т.н. "быстрая синхронизация"). Так как студийных вспышек с такими возможностями в настоящее время выпускается совсем немного.